# Nils Moritz
Nils Ragnar Moritz, född 5 maj 1943 i Tallinn, Estland, är en svensk skådespelare och scenograf.

## Biografi
Moritz kom till Sverige 1949 och efter avbrutna gymnasiestudier studerade han vidare vid folkhögskola och sedan vid Konstfack. Han arbetade inom en mångfald av yrken som brevbärare, sjöman, hamnarbetare innan han 1974 blev engagerad av Pistolteatern som scenograf i samband med att denna flyttade till Vasastaden och började också skådespela med debut i Åh, vad revolutionen är härlig!!.... Han stannade vid denna scen till 1984 som skådespelare och scenograf innan han 1984 blev medgrundare av Boulevardteatern och medverkade bl.a. i filmen Teaterterroristerna (1986) som byggde på dess första uppsättning från 1985 och som är en absurd skildring av en liten, fri teaters villkor. Han fortsatte att spela och vara scenograf vid denna scen till 1998. Han är även verksam vid i dockteatergruppen Långa Näsan, där hans hustru Ingrid Jalmert-Moritz är konstnärlig ledare och vid Stockholms stadsteater som kostym- och dockmakare, scenograf m.m. 
Som skådespelare utmärks han främst av en komik som har starka inslag av absurditet, mycket märkbar t.ex. i barnserien Snörpingar (1994 och 1995), där han hade en större roll. Han var också den exotiske herr Omar i TV:s adventskalender T. Sventon praktiserande privatdetektiv (1989) samt i spelfilmen T. Sventon och fallet Isabella (1991). Han har därutöver spelat Gideon Wahlberg i TV-serien om Edvard Persson, Allt ljus på mig! (1987) och hans estniska ursprung kom till användning när han gjorde en mycket särpräglad affärsman från detta land i serien Skilda världar (1997). I övrigt har han i regel utnyttjats mer för små men pregnanta biroller där samma förmåga till absurda rolltolkningar varit påtagligt synlig.

## Filmografi (urval)
- 1985 – Dödspolare
- 1986 – Teaterterroristerna
- 1986 – Du ska inte tro att du är nåt...
- 1987 – En film om kärlek
- 1988 – Dårfinkar & dönickar (TV-serie)
- 1989 – T. Sventon praktiserande privatdetektiv (TV-serie)
- 1990 – Hjälten
- 1991 – T. Sventon och fallet Isabella
- 1992 – Hassel – Botgörarna
- 1993 – Den gråtande ministern (TV-serie)
- 1993 – Sunes sommar
- 1994 – Simpor och Grodfötter (TV-serie)
- 1994 – Bert (TV-serie)
- 1995 – Vi skulle ju bli lyckliga...
- 1995 – En nämndemans död (TV-serie)
- 1996 – Tre Kronor (TV-serie)
- 1996 – Rederiet (TV-serie)
- 1997 – Min vän shejken i Stureby (TV-serie)
- 1997 – Ogifta par – en film som skiljer sig
- 1998 – Beck – Pensionat Pärlan
- 1999–2000 – Eva & Adam (TV-serie)
- 1999 – Vuxna människor
- 2001 – Bekännelsen
- 2001 – Jordgubbar med riktig mjölk
- 2001 – Röd jul
- 2002 – Livet i 8 bitar
- 2005 – Wallander – Mörkret
- 2005 – Lasermannen (TV-serie)
- 2006 – LasseMajas detektivbyrå (TV-serie)
- 2007 – Lögnens pris (TV-serie)
- 2009 – De halvt dolda (TV-serie)
- 2011 – The Stig-Helmer Story
- 2013 – Mig äger ingen

## Teater

### Roller (ej komplett)
| År   | Roll                                           | Produktion                                                        | Regi                           | Teater                 |
| ---- | ---------------------------------------------- | ----------------------------------------------------------------- | ------------------------------ | ---------------------- |
| 1987 | Medverkande                                    | Blasny, Blasny Michael Segerström och Johan Ulveson               | Johan Sundberg Johnny Melville | Boulevardteatern       |
| 1988 | Charlie                                        | Kom igen, Charlie (The Foreigner) Larry Shue                      | Peter Dalle                    | Boulevardteatern       |
| 1990 | Ammos Fjodorovitj Ljapkin-Tjapkin, kretsdomare | Revisorn (Ревизо́р, Revizór) Nikolaj Gogol                         | Ragnar Lyth                    | Boulevardteatern       |
| 1991 | Bernard                                        | Stilla natt (Season's Greetings) Alan Ayckbourn                   | Jacob Nordenson                | Boulevardteatern       |
| 1993 | Mikhail Lvovitsj Astrov                        | Onkel Vanja (Дядя Ваня, Djadja Vanja) Anton Tjechov               | Joachim Siegård                | Boulevardteatern       |
| 2010 | Tideman                                        | Zpanska flugan (Die spanische Fliege) Franz Arnold och Ernst Bach | Leif Lindblom                  | Krusenstiernska gården |
| 2011 | Tideman                                        | Zpanska flugan (Die spanische Fliege) Franz Arnold och Ernst Bach | Leif Lindblom                  | Chinateatern           |
| 2013 | John Mooney Dr Marston                         | Rain Man Dan Gordon                                               | Emma Bucht                     | Rival                  |

### Scenografi (ej komplett)
| År   | Produktion                     | Upphovsmän                                    | Regi            | Teater           |
| ---- | ------------------------------ | --------------------------------------------- | --------------- | ---------------- |
| 1987 | Titta det blöder               | Kristina Lugn                                 | Staffan Roos    | Dramaten         |
| 1990 | Revisorn Ревизо́р, Revizór      | Nikolaj Gogol                                 | Ragnar Lyth     | Boulevardteatern |
| 1991 | Stilla natt Season's Greetings | Alan Ayckbourn Översättning Göran O. Eriksson | Jacob Nordenson | Boulevardteatern |

### Fotnoter
1. ↑  Tove Ellefsen (21 november 1987). ”Boulevardteatern: Självgodhet tar udden av satiren”. Dagens Nyheter:  s. 26. https://arkivet.dn.se/tidning/1987-11-21/11170-316/26. Läst 11 maj 2024.
2. ↑  Tove Ellefsen (3 mars 1988). ”Boulevardteaterns 'Kom igen, Charlie!': Fars som går hem hos ung publik”. Dagens Nyheter:  s. 22. https://arkivet.dn.se/tidning/1988-03-03/61/22. Läst 11 maj 2024.
3. 1 2  Tove Ellefsen (26 februari 1990). ”Skamlöst med lust”. Dagens Nyheter:  s. 20. https://arkivet.dn.se/tidning/1990-02-26/55/20. Läst 11 maj 2024.
4. 1 2  Tove Ellefsen (7 oktober 1991). ”Intelligent svart komik: Boulevardteatern firar tragisk engelsk jul”. Dagens Nyheter:  s. B4. https://arkivet.dn.se/tidning/1991-10-07/273/18. Läst 14 april 2018.
5. ↑  Ingegärd Waaranperä (11 oktober 1993). ”Det hettar till i kärleken. I Boulevardteaterns 'Onkel Vanja' blir allas”. Dagens Nyheter. https://www.dn.se/arkiv/teater/det-hettar-till-i-karleken-i-boulevardteaterns-onkel-vanja-blir-allas/. Läst 23 januari 2022.
6. 1 2  ”Zpanska flugan”. Chinateatern. Arkiverad från originalet den 23 september 2015. https://web.archive.org/web/20150923202954/http://www.chinateatern.se/show/zpanska-flugan/. Läst 3 september 2015.
7. ↑  ”Rain Man”. Chinateatern. Arkiverad från originalet den 23 september 2015. https://web.archive.org/web/20150923202917/http://www.chinateatern.se/show/rain-man/. Läst 3 september 2015.